# Vals aneurysma
Een vals aneurysma is een zwakke plek die ontstaat door beschadiging van de binnenkant van een bloedvat. Dit gebeurt meestal na een ingreep via de lies. Door de beschadiging hoopt zich bloed op tussen de binnenwand en de buitenwand van het bloedvat. Een zwelling in de lies is het gevolg. Behandeling is mogelijk door het inspuiten van trombine, een middel dat het bloed in de zwelling doet stollen.
Een vals aneurysma kan ook veroorzaakt worden door een erfelijke afwijking die leidt tot zwakke bloedvaten.